# Гурне (город)
Гу́рне (греч. αι Γούρναι) — малый город на севере острова Крит, на побережье Эгейского моря. С 2010 года по программе Калликратиса — административный центр общины (дима) Херсонес в периферийной единице Ираклион в периферии Крит в Греции. Население 1628 жителей по переписи 2011 года. Гурне находится в 15 километрах восточнее столицы острова — Ираклиона и 50 километрах северо-западнее Айос-Николаоса. Основное занятие жителей — сельское хозяйство. Производятся овощи, виноград и оливковое масло. В городе находится Аквариум Крита.
В районе города найдены руины и захоронения минойской цивилизации. Первое упоминание города относится к 1583 году.
Название города происходит от слова «гурна» (γούρνα) — водопойный жёлоб; корыто (для скота).

## Общинное сообщество Анополис
В общинное сообщество Анополис входят четыре населённых пункта. Население 3604 жителя по переписи 2011 года. Площадь 12,472 квадратного километра.
| Населённый пункт           | Население (2011), человек |
| -------------------------- | ------------------------- |
| Анополис                   | 218                       |
| Гурне                      | 1628                      |
| Монастырь Иоанна Богослова | 3                         |
| Ханион-ту-Кокини           | 1755                      |

## Население
| Год  | Население, человек |
| ---- | ------------------ |
| 1991 | 403                |
| 2001 | 1203               |
| 2011 | ↗ 1628             |